# 伊戈尔·拉季维洛夫
伊戈尔·维塔利耶维奇·拉季维洛夫（烏克蘭語：Ігор Віталійович Радівілов，1992年10月19日—），乌克兰男子竞技体操运动员，2012年夏季奥运会男子跳马铜牌得主、2014年世界竞技体操锦标赛男子跳马银牌得主、2017年世界竞技体操锦标赛男子跳马银牌得主、2019年世界竞技体操锦标赛男子跳马铜牌得主、2022年世界竞技体操锦标赛男子跳马铜牌得主。